# Copa México 1950/51
Die Copa México 1950/51 war die neunte Austragung des Fußball-Pokalwettbewerbs seit Einführung des Profifußballs in Mexiko. Pokalsieger wurde erstmals unter Profibedingungen und zum insgesamt zweiten Mal die Mannschaft des CF Atlante, die zuletzt 1941/42 erfolgreich war, als das Pokalturnier letztmals offiziell als Amateurveranstaltung ausgetragen wurde.
Das Pokalturnier wurde im Anschluss an die Punktspielrunde der Saison 1950/51 ausgetragen. Teilnahmeberechtigt waren die zwölf Mannschaften, die in derselben Saison in der höchsten Spielklasse vertreten waren. Wegen der geringen Teilnehmerzahl und eines entsprechend angelegten Modus kamen im Achtelfinale zwei Teams sowie im Viertelfinale eine Mannschaft per Freilos weiter.

## Modus
Die Begegnungen wurden im K.-o.-System ausgetragen. Alle Begegnungen wurden in nur einem Spiel entschieden.

## Achtelfinale
Vier Begegnungen des Achtelfinals wurden am 6. Mai und der Clásico Tapatío am 8. Mai 1951 ausgetragen. Somit qualifizierten sich fünf Mannschaften auf sportlichem Wege und zwei per Freilos für das Viertelfinale. Für den 6:2-Sieg Tampicos über San Sebastián sorgte Felipe Altube mit seinen fünf Treffern fast im Alleingang. 
|                | Ergebnis  |               |
| -------------- | --------- | ------------- |
| Club América   | 0:1       | CF Atlante    |
| CD Tampico     | 6:2 n. V. | San Sebastián |
| León FC        | 2:3       | CD Oro        |
| CD Veracruz    | 2:3       | Puebla FC     |
| CD Guadalajara | 3:0       | CF Atlas      |

Freilos: Marte und Necaxa

## Viertelfinale
Die Begegnungen des Viertelfinals fanden am 13. Mai 1951 statt.
|                | Ergebnis    |             |
| -------------- | ----------- | ----------- |
| CD Tampico     | 2:1         | Puebla FC   |
| CD Marte       | 12:2 n. V.1 | Club Necaxa |
| CD Guadalajara | 2:0         | CD Oro      |

1 Zwischen Necaxa und Marte wurde ein weiteres Spiel erforderlich, das am 15. Mai 1951 stattfand und durch das „goldene“ Tor von Horacio Casarín zu Gunsten der Necaxistas entschieden wurde. 
Freilos: CF Atlante

## Halbfinale
Die Halbfinals wurden am 20. Mai 1951 ausgetragen.
|            | Ergebnis    |                |
| ---------- | ----------- | -------------- |
| CD Tampico | 11:1 n. V.1 | CD Guadalajara |
| CF Atlante | 4:2         | Club Necaxa    |

1 Zwischen Tampico und Guadalajara wurde ein weiteres Spiel erforderlich, das am 22. Mai 1951 stattfand und durch die Tore von Jesús Ponce und Tomás Balcázar (jeweils zwei) sowie Javier de la Torre (bei einem Gegentreffer von Raymundo Quintero) von Guadalajara mit 5:1 gewonnen wurde.

## Finale
Das Finale wurde am 27. Mai 1951 im Estadio Olímpico Ciudad de los Deportes von Mexiko-Stadt ausgetragen und durch ein spätes Tor von Luis Fernández (86. Minute) zu Gunsten der Azulgranas entschieden. 
|            | Ergebnis |                |
| ---------- | -------- | -------------- |
| CF Atlante | 1:0      | CD Guadalajara |

Mit der folgenden Mannschaft gewann der CF Atlante den Pokalwettbewerb der Saison 1950/51: 
Salvador Mota – José „Chepina“ Rivera, Renato Ruffo, José Antonio Rodríguez – Telmo García, Rafael„Chicho“ Ávalos – Raúl de Alba, Norberto Rosas, Ricardo Escandón, Luis Fernández, Carlos Septién; Trainer: Octavio Vial.